# Ughoton
 (juin 2025).
« Gwato » redirige ici. Pour les autres significations, voir Gwato (homonymie).
Ughoton, anciennement appelée Gwato ou Gwatto par les Européens, est une ville du sud-ouest du Nigeria. Elle est découverte par les Européens en 1440. Ils y établissent un port pour faciliter les échanges avec le royaume du Bénin. Jusqu'au XVIIIe siècle, la ville est l'un des plus gros ports de la région et dispose d'une grande influence au Bénin. L'invasion britannique de 1897 entraîne une phase de déclin d'Ughoton qui perd peu à peu ses habitants au profit de métropoles comme Benin City.

## Histoire
Selon la tradition orale béninoise, la ville aurait été fondée par Ekaladerhan au Xie siècle et nommée en son nom Iguekaladerhan. Toujours selon la légende, lorsque son père Owodo (en), le souverain régional, essaya de le sacrifier aux dieux car il était tombé en disgrâce aux yeux de son peuple, Ekaladerhan fuit et fonde cette ville. Son père voulu le sacrifier après consulter des oracles qui lui affirmèrent que la stérilité de la plupart de ses femmes était due à son fils unique, et que seule sa mort lui permettrait d'obtenir une plus grande descendance. 
Ekaladerhan est rejoint par ses amis, ses fidèles et sa mère et fonde une nouvelle ville proche de la rivière Bénin. Cependant, d'autres sources affirment que le prince déchu fut plutôt accueilli par un peuple vivant déjà ici. Dans tous les cas, un temple à la gloire d'Olokun est rapidement érigé et devient le centre du village. Ce temple avait pour but d'attirer la richesse, la prospérité et la fertilité. A la mort d'Ekaladerhan, ses descendants prennent le commandement de ville en endossant le rôle de prêtre du temple d'Olokun.

### Étymologie
Le nom de « Ughoton » signifie « maison d'Olokun ». La ville fut nommée ainsi après l'érection du temple en l'honneur de cette divinité.

### Avant 1440: ville rudimentaire

#### Organisation politique
Le système politique d'Ughoton s'articule autour de plusieurs figures, l'Ekaladerhan, le fondateur, l'Ohen-Okun, le prêtre et chef politique ayant reçu son pouvoir du fondateur, et l'Odionwere, le doyen du village. Le titre d'Odionwere est réservé à l'homme le plus âgé du village et assume le rôle de chef en l'absconse de l'Ohen-Okun, sinon, il le seconde. Il existait également un conseil qui s'occupait des affaires internes au village, bien que sous la direction de l'Ohen-Okun qui garde un pouvoir despotique. Ce conseil est composé des pères de chaque famille puissante du village et se réunissant sur la place centrale pour discuter. Chacun pouvait assister aux réunions et donner leur avis, même si la décision restait au chef du village. Le conseil exerce donc les fonctions juridiques, exécutives et législatives du village, c'est l'organisme suprême de décision. Il répartit les parcelles cultivables et règle les différends.
Les hommes étaient divisés en trois groupes selon leur classe d'âge.
- les Iroghae, composé de jeunes garçons et de jeunes hommes âgés de douze à trente ans. Leur fonction principal est l'entretien et la propreté du village, ils doivent fournir la main-d'œuvre nécessaire aux travaux communs et s'occupent de l'approvisionnement en eau clair pour l'ensemble du village[8].
- les Ighele, composé des hommes adultes de trente à cinquante ans. Ils forment l'armée du village et s'occupent de défendre les villageois[8].
- les Edion, composé des « anciens » du village, ils figurent souvent au conseil et leur avis est très important dans le village, ils sont très respectés de tous[8].

Selon Igbafe, « l'organisation socio-politique d'Ughoton durant la période précoloniale était dominée par la position particulière de l'Oba et de l'Ohen-Oken, autour desquels tournaient l'autorité suprême religieuse et civile ». En effet, chaque oba venait dans le ville d'Ughoton pour intégrer officiellement la classe des Edion, signe que la ville détenait une influence non négligeable à travers le royaume. Pour Ben-Amo Daniel, la ville était même l'un des centres politiques et religieux du royaume.

### XVeauXVIIIesiècle: échanges avec l'Europe et prospérité
Les premières interactions entre colons européens et autochtone ont lieu au XVe siècle. Motivé par un désir de trouver de nouvelles routes commerciales au sud et à l'est, le royaume de Portugal finance de multiples expéditions autour des mers. En 1457, Rui de Sequeira atteint pour la première fois les côtes nigérianes, alors sous domination béninoise. Le souverain était alors l'oba Ewuare. Cependant, ce dernier est très occupé dans le règlement d'affaires internes au pays et ne s'occupe guère de ces nouveaux visiteurs. De leur côté, les Portugais relèvent des informations sur cette nouvelle terre découverte et remarquent notamment la présence d'épices jusqu'alors inconnues. L'expédition ne parvient toutefois pas à entretenir un contact avec les autochtones et rebrousse chemin après quelques semaines.
En 1486, une nouvelle expédition portugaise, cette fois menée par João Afonso de Aveiro (pt), débarque dans le royaume du Bénin, alors sous le règne de l'oba Ozolua. Ce dernier est le premier souverain béninois à recevoir des Européens à sa cour. Afonso de Aveiro voyage dans le pays par voie d'eau, en suivant les fleuves et les rivières. Ainsi, l'explorateur est le premier Européen à découvrir la ville d'Ughoton en 1485, alors qu'il se dirige vers Benin City. Dès les premières rencontres avec l'oba, les Portugais parviennent à conclure des accords commerciaux avec les autochtones ; en échange d'armes et d'alcools, les Portugais pouvaient récupérer escales et autres denrées exploitables sur le sol béninois. Dans le but de maintenir de bonnes relations avec les colons, l'oba décide d'envoyer le chef du village d'Ughoton en tant qu'émissaire au Portugal, auprès du roi Jean II. Ainsi, Ohen-Okun est envoyé à Lisbonne pour en apprendre davantage sur le mode de vie et les coutumes européennes. Il est somptueusement reçu à la cour et on lui fait visiter les beautés du Portugal, on l'initie à la gastronomie européenne et il découvre l'architecture et l'art portugais. Le chroniqueur Rui de Pina écrit de Ohen-Okun que « [c']était un homme de belle parole et de sagesse naturelle ». Ughoton devient alors le principal port du Royaume du Bénin jusqu'au XVIIe siècle. Permettant au pays de s'enrichir du commerce avec le Portugal pour devenir l'un des empires les plus puissants d'Afrique équatoriale. 
Lors du deuxième voyage d'Afonso de Aveiro au Bénin en 1505, alors sous le règne l'oba Esigie, commence une période d'évangélisation. Le souverain béninois accepte l'arrivée de prêtres et de missionnaires chez son peuple après avoir reçu de magnifiques présents. L'oba reçoit, en plus de robes, armes, et tissus orientaux, des chevaux et pierreries. Peu à peu, Ughoton se développe sous l'impulsion des colons qui y fondent des entrepôts et qui aménagent le port pour en faire une des villes les plus modernes d'Afrique équatoriale. Ughoton connaît alors une longue période de prospérité économique. 

#### Biens échangés
Les principaux biens échangés étaient les épices, les esclaves, l'ivoire, les perles et les tissus locaux. Les esclaves vendus étaient alors majoritairement les criminels et les prisonniers d'autres tribus rivales. Ces esclaves étaient pour la plupart envoyés à Sao Tomé. Les Portugais étaient friands d'une variété de poivre encore inconnue au reste du monde, le piper guineense. Ils souhaitaient trouver une épice pouvant concurrencer celles venues des comptoirs britanniques d’Asie, alors vendues à prix d'or sur les marchés européens. Ainsi, ils encouragent la culture de cette variété de poivre. Cependant, après la découverte d'autres variétés de poivre en Afrique et en Inde, le monopole britannique disparaît et les prix baissent largement. L'achat d'esclaves féminins devient alors le principal intérêt ces commerçants européens au Bénin. L'achat d'esclaves masculins ayant été prohibé durant le XVIIe siècle par l'oba ; l'interdiction n'est levée qu'au Xviiie siècle par Akenzua Ier. Cette interdiction est due aux enjeux militaire rapidement apparus après l'enrichissement du royaume du Bénin par rapport à ses empires rivaux, qui voient alors leur ennemi gagner en puissance. En effet, le lien privilégié qu'entretient Ughoton avec le colon portugais attise beaucoup de jalousie. Et si de nombreux villageois aux alentours immigrent à Ughoton, la ville fait également face à de multiples attaques. 
Les Portugais ont également acheté une grande quantité de perles précieuses, les cauris sont notamment très prisés en Europe. En moins de deux ans, les colons achètent pas moins de 30 000 cauris. En plus, les Portugais achetaient beaucoup d'ivoire en échange de cuivre, de fer, de textiles, d'alcool. La canne à sucre, le manioc, l'ananas et le maïs sont également introduits au Bénin par les colons, par le biais du port d'Ughoton. Concernant les armes à feu et les munitions livrées aux Béninois, les importations sont rapidement arrêtées par le roi Manuel Ier, estimant que l'oba ne professe pas assez le catholicisme chez son peuple. L'historien João de Barros dira que « [l’Oba] cherchait les prêtres plutôt pour devenir puissant que par désir du baptême »[réf. nécessaire]. 
C'est donc ainsi qu'Ughoton dispose d'une place centrale dans le commerce entre l'Europe et le royaume du Bénin, pour l'historien Michael Ediagbonya, « aucun commerce n’aurait pu avoir lieu entre les Européens et le Bénin sans Ughoton ». 

### Xviiiesiècle: déclin du commerce avec l'Europe
Si Ughoton demeure le port le plus important pour le commerce international du royaume de Bénin durant près de 250 ans, au début du Xviiie siècle, les échanges commencent à décliner. De nombreux facteurs peuvent expliquer ce déclin. Tout d'abord, les Portugais ont tenté d'imposer un monopole commercial avec le Bénin, mais les obas successifs ont souvent refusé, préférant également marchander avec la Grande-Bretagne, la France, et même les Provinces-Unies. Les tentatives pour imposer le christianisme au Bénin de manière durable sont un échec relatif, la culture autochtone était enfaite trop ancienne et trop forte pour disparaître ou changer drastiquement sous l'influence européenne. Cependant, la religion était un facteur essentiel pour le Portugal dans ses relations diplomatiques et préfère commercer avec des peuples convertis plutôt qu'avec des peuples païens. De plus, les conditions climatiques à Ughoton étaient rudes, et entraînèrent la mort de plusieurs colons. La premier victime européenne fut Afonso de Aveiro, suivi par l'explorateur Duarte Lopez en 1504, seulement quelque mois après son arrivée dans la ville. Un missionnaire, le père Monteleone y meurt également alors qu'il devait se rendre à la cour de l'oba. L'officier français Jean-François Landolphe perd le tiers de son équipage lors d'une escale à Ughoton en 1778, tandis que Thomas Wyndham y décède en 1554 avec près d'une centaine de ses hommes. Les maladies tropicales comme la malaria sont les principales causes de ces décès.
En plus de ces facteurs, le commerce de poivre ralenti en 1506 par un décret de la Couronne portugaise interdisant l'achat de poivre béninois. Ainsi, un des attraits principaux des commerçants européens pour la ville disparaît dès le début du XVIe siècle, et les quelque échanges de poivre encore menés diminuent peu à peu avec le temps, supplanté par la production des Indes. Quant à la vente d'esclaves, qui aurait pu permettre le maintien du commerce international, l'interdiction de la vente d'hommes durant deux siècles a rendu le marché béninois insuffisant et peu fiable aux yeux des Portugais. Dès 1520, la vente d'esclave diminue drastiquement, et les efforts des émissaires Portugais pour rétablir l'achat d'esclaves échoue en 1538. La ville décline peu à peu, à l'image du royaume du Bénin dans son ensemble, à tel point qu'il n'y a plus qu'une trentaine de maisons en 1862 lors de l'expédition de Richard Burton.
En 1823, l'explorateur Giovanni Belzoni meurt dans le village d'une violente dysenterie,.

### Depuis 1897: invasion britannique et recomposition importante

#### Changements politiques
L'institution qui fut le plus touchée par l'invasion britannique est l'Ohen-Okun et son rôle politique. A l'arrivée des Britanniques dans le village en 1897, il est tué par les soldats et le temple est détruit. L'oba Eweka II ordonne la reconstruction du temple en 1914, mais le pouvoir politique demeure dans les mains de l'Odionwere tandis que l'Ohen-Okun est restreint à son rôle religieux. Les groupes d'âges sont tout de même conservé par les Britanniques afin d'assurer une bonne administration de la communauté. Ughoton demeure, malgré la destruction du village, la ville la plus influente de la région et son chef dispose d'un grand respect. L'influence du village est renforcé par l'initiation de l'oba comme Edion à chaque nouveau souverain, coutume qui est préservé après 1897 et qui ne sera abolie qu'avec le sacre de Ewuaré II en 2016, qui fait le choix de ne pas se rendre à Ughoton. 

#### Changements sociaux
Les religions traditionnelles béninoises subissent un grand revers après 1897 ; si l'évangélisation du village avait commencé dès le XVe siècle, le Christianisme se développe de manière accrue au XXe siècle. Cependant, les cérémonies religieuses traditionnelles sont conservées et attirent toutes les populations des alentours. En 1900, la Church Mission Society est déjà très influente à Benin City, donc également à Ughoton. Cette organisation missionnaire britannique et protestante convertie des fidèles et, dans les années 2000, des églises pentecôtistes voient le jour dans le village. Elles rejoignent les quelques édifices religieux catholiques construits par les Européens entre 1440 et 1897, étant pour la plupart de petites chapelles semblables à des huttes. Toutefois, l'évangélisation catholique d'Ughoton est un échec et il n'y aujourd'hui que peu de fidèles dans la ville.
La destruction des maisons traditionnelles en 1897 a entrainé une période de reconstruction d'habitations modernes, ainsi que l'apparition de droits de propriété. Auparavant, les terres étaient collectivisées et réparties par le conseil aux villageois. La reconstruction a pris quelques années et est le fruit d'un travail collectif, soulignant la solidarité forte présente parmi la communauté. Il est tout de même à noter qu'un partie non négligeable des habitants déserte la ville en 1897 et s'installe dans d'autres régions[réf. nécessaire].

#### Migration vers Benin City
Depuis 1897, le village connait une fort migration de ses habitants vers la métropole de Benin City. Les autochtones diminuent fortement, préférant investir dans une ville moderne comme Benin City. Le phénomène d'exode rural et d'urbanisation n'est pas favorable à Ughoton qui demeure un village paysan dans la forêt tropical[réf. nécessaire].

## Géographie
La commune s'étend sur environ 35 kilomètres.

### Paysages
La forêt tropicale originale de la région est, au cours des XVIIe et XVIIIe siècles, remplacée par des terres arables où sont cultivés l'huile de palme et le cacao notamment.

### Météo et climat
Le climat d'Ughoton est du à sa localisation. C'un village côtier dans une forêt tropical, à l'Équateur. Ainsi, il n'existe que deux saisons distinctes. La saison des pluies s'étend d'avril à octobre tandis que la saison sèche dure de novembre à mars. Néanmoins, le changement climatique conduit à une augmentation des précipitations et le mois de mars est de plus en plus pluvieux[réf. nécessaire].
| Mois                              | jan. | fév. | mars | avril | mai | juin | jui. | août | sep. | oct. | nov. | déc. | année |
| --------------------------------- | ---- | ---- | ---- | ----- | --- | ---- | ---- | ---- | ---- | ---- | ---- | ---- | ----- |
| Température minimale moyenne (°C) | 20   | 22   | 23   | 24    | 23  | 22   | 22   | 22   | 23   | 22   | 23   | 20   | 20    |
| Température moyenne (°C)          | 25   | 26   | 26   | 26    | 26  | 25   | 24   | 24   | 25   | 25   | 26   | 25   | 25    |
| Température maximale moyenne (°C) | 30   | 31   | 30   | 30    | 29  | 28   | 28   | 28   | 28   | 28   | 29   | 30   | 28    |
| Précipitations (mm)               | 6    | 25   | 70   | 122   | 175 | 221  | 209  | 208  | 249  | 194  | 51   | 13   |       |

## Population
En 1778, la population d'Ughoton est estimé à environ 3 000 habitants par Landolphe.

### Instituts
La première école primaire est fondée en 1981 ; la première école secondaire est créée en 1975. La fondation de ces deux instituts a permis aux autochtones d'acquérir des connaissances essentielles dans un monde de plus en plus mondialisé. Si l'école primaire est une initiative de la collectivité, le gouvernement nigérian a fourni les enseignants et a financé l'établissement à travers les années, pour assurer son maintien. 
En 2000, la fondation de la Commission du développement du delta du Niger entraîne une nouvelle modernisation d'Ughoton ; un projet d'hôpital était en cours en 2018 et permettrait de lutter contre les infections de paludisme qui tuent beaucoup d'habitants chaque année. Le seul centre de santé du village est une petite clinique qui peine à remplir toutes les demandes et dont les infrastructures ne suffisent plus. 

## Économie

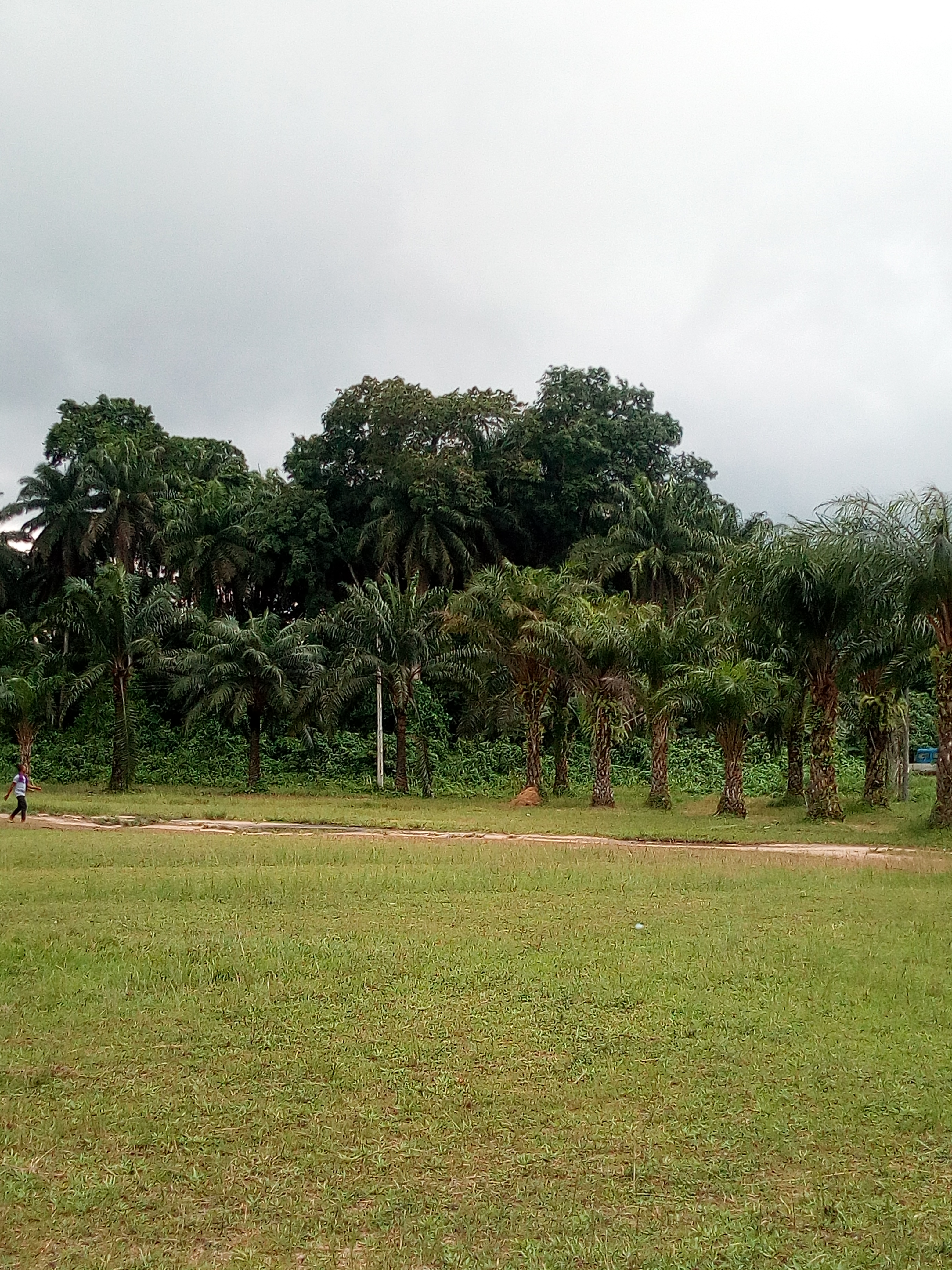
Ughoton en 2019

### Tourisme
Ughoton devient un centre touristique important au XXe siècle. La ville attire des étudiants et chercheurs, mais également des vacanciers et touristes venus découvrir l'histoire de la communauté. Pour l'historien Ediagbonya, Ughoton est « la porte d'entrée du Bénin historique ». Des fouilles archéologiques menées ont permis de montrer l'existence d'un palais construit par le fondateur du village ; on peut encore visiter ses vestiges de nos jours. Les restes des bateaux et entrepôts utilisés lors de la traite négrière sont également rénovés et attirent de nombreux visiteurs[réf. nécessaire].

### Exploitations pétrolières
À partir des années 1970, la Philips Oil Company débute l'exploration des sols d'Ughoton pour y trouver du pétrole, et y fore quatre puits. Mais dans les années 1980, la Philips, une compagnie étrangère, est chassée du Nigeria au profit de la Dubril Oil Company, une société d'exploitation locale. Cette compagnie pétrolière exploite une partie du pétrole de la région, tout en la développant et en fournissant des équipements technologiques aux locaux. L'économie d'Ughoton repose en grande partie sur le dynamisme créé par les exploitations pétrolières. Mais ces exploitations entraînent également une détérioration importante de l'environnement, d'un point de vue écologique. Pour persuader les locaux d'accepter la présence de la Dubril, la société finance la clinique de soins du village et permet aux habitants d'accéder à des médicaments à bas prix. De plus, la Dubril emploie majoritairement des ouvriers originaires d'Ughoton et contribue à la bonne entente et la prospérité économique de l'entreprise ainsi que du village.

### Exploitations agricoles
L'agriculture, la chasse et la pêche ont été mises en avant par la ville et font partie intégrante de l'économie d'Ughoton. Si autrefois, les autochtones passaient le clair de leur temps à ces activités pour subvenir à leurs besoins les plus primaires, les efforts menés par la commune dans le domaine de l'agriculture ont permis à la population de diversifier leurs activités lucratives. En 1897, Ughoton cultive un large panel de produits différents allant de la traditionnelle banane plantain au maïs ou la tomate. Cette production diversifiée et importante permet aux villageois d'exporter leur surplus et de bâtir une économie forte. Le bûcheronnage, et la vente de bois en général, fait également partie de l'économie d'Ughoton. Ce bois est en effet réputé de bonne qualité et on trouve dans les forêts des alentours du caoutchouc exploitable. La production d'hévéas est stimulée par les Britanniques et de grands champs sont plantés dans la région durant le XXe siècle. Les Britanniques insistent aussi sur l'exploitation d'huile de palme et beaucoup d'agriculteurs se lancent dans la production de palmier à huile qui est subventionnée. De sorte qu'en 1932, Urquhart, surintendant de l'agriculture nigériane, écrit à Londres que les autochtones semblent avoir été séduits par le projet de palmeraies et qu'une grande partie de la population s'est mise à ce travail.